# Teenage Mutant Ninja Turtles: Mutants Unleashed
Teenage Mutant Ninja Turtles: Mutants Unleashed (em português: As Tartarugas Ninja: Mutantes à Solta) é um jogo de plataforma beat 'em up de 2024, desenvolvido pela aheartfulofgames e publicado pela Outright Games. A história se passa no universo do filme Tartarugas Ninja: Caos Mutante (2023) e se passa logo após os eventos do filme. Acompanha as Tartarugas, que, após serem aceitas na sociedade e realizarem seus sonhos de cursar o ensino médio, precisam lidar com uma nova onda de mutantes que está causando estragos em Nova York.
A jogabilidade é apresentada na perspectiva de terceira pessoa, com foco principal nas habilidades de travessia e combate das quatro Tartarugas — Leonardo, Rafael, Donatello e Michelangelo. O jogo pode ser jogado no modo single player ou no modo multijogador cooperativo local para dois jogadores.
Mutants Unleashed foi lançado para o Microsoft Windows, Xbox One, Xbox Series X/S, Nintendo Switch, PlayStation 4 e PlayStation 5 em 18 de outubro de 2024. Recebeu críticas mistas de críticos que elogiaram o enredo e a dublagem, mas criticaram o combate, o tempo de carregamento prolongado, as estruturas de níveis reutilizadas e os problemas técnicos.

## Jogabilidade
Teenage Mutant Ninja Turtles: Mutants Unleashed é um jogo de plataforma beat 'em up 3D ambientado em uma cidade fictícia de Nova Iorque. É apresentado a partir de uma perspectiva de terceira pessoa, mostrando o personagem jogável.  Os personagens jogáveis são as quatro tartarugas - Leonardo, Raphael, Donatello e Michelangelo - cada uma com seu próprio estilo de jogo. Além do modo solo, o jogo suporta multijogador cooperativo local para dois jogadores.  

## Enredo
Não muito tempo depois que as Tartarugas derrotaram Superfly e foram aceitas na sociedade como heróis e adolescentes normais, muitos mutantes, apelidados de "Mewbies", começaram a imigrar para a cidade de Nova York, levando muitos centros comunitários a abrir abrigos para começar a coexistência entre os humanos e os mutantes. De repente, todos os Mewbies começam a agir agressivamente, levando a um toque de recolher em toda a cidade e cancelando a escola. Quando Bebop e Rocksteady começam a agir agressivamente, as Tartarugas os derrotam e descobrem que eles se tornaram agressivos devido à água potável, que eles acreditam estar contaminada com um feromônio desconhecido, mas apenas prejudicial aos mutantes.
Enquanto estuda o feromônio com a ajuda do novo amigo de Donatello, Sai Modi, Genghis Frog é infectado. Na estação de tratamento de água, as Tartarugas derrotam Genghis e encontram o culpado: um camaleão mutante chamado Cammy Leon, determinado a perpetuar a percepção do mundo sobre os mutantes como ameaças à sociedade. Eles também descobrem que Leatherhead também foi afetada por ele, via aérea, devido a ela andar de metrô, resultando em ela preparar um abrigo apocalíptico antes de derrotá-la. Ao tentar desenvolver uma cura, o laboratório de Sai explode e acaba contaminando Wingnut com um feromônio mais instável, fazendo com que ela sequestre Splinter, Bebop, Mondo Gecko e Ray Fillet. Depois de libertá-los, Sai retoma a pesquisa de uma cura, que as Tartarugas usam para curar Wingnut antes de entregá-lo através de pizzas.
No entanto, isso só torna os Mewbies mais voláteis, incluindo Michelangelo, devido a Cammy conseguir contaminar ainda mais o feromônio. Depois de derrotar Michelangelo, as Tartarugas confrontam Cammy, a quem derrotam antes de descobrir o Techno Cosmic Research Institute (TCRI) capturando e prendendo os Mewbies com fones de ouvido controlados pela mente, induzindo a lei marcial na cidade. As Tartarugas descobrem que a TCRI foi quem libertou os Mewbies, incluindo Cammy, antes de atender ao seu pedido para orquestrar todo o desastre. Com a ajuda de seus amigos, as Tartarugas expõem o plano do TCRI desativando os dirigíveis que transmitem os dispositivos antes de pretender destruir o prédio que produz o feromônio. No entanto, preocupada com qualquer Mewbies que não sobrevivesse, Cammy entra no prédio assim que ele explode, resultando em ela se tornar completamente selvagem. Ela então entra em fúria antes que as tartarugas a derrotem, resultando em sua queda de uma altura de massa e no East River, mas seu corpo não é encontrado. O toque de recolher logo é suspenso e os Mewbies purificados começam a prestar serviço comunitário. As tartarugas então admiram um novo mural, que inclui Cammy, que conseguiu sobreviver.

### DLC Fresh Meat
Enquanto ajudam Leatherhead a procurar materiais de moda no ferro-velho, as tartarugas descobrem que muitos Mewbies se refugiaram lá, incluindo Scumbug, que terminou com Splinter quando ela foi exposta ao feromônio antes de finalmente derrotá-la e purificá-la, permitindo que ela e Splinter se reconciliassem.

## Marketing e lançamento
A Outright Games anunciou o jogo em setembro de 2023 para consoles não especificados e Windows. Em março de 2024, o título do jogo foi revelado, assim como seu desenvolvedor, Aheartfulofgames. Teenage Mutant Ninja Turtles: Mutants Unleashed foi lançado para Microsoft Windows, Xbox One, Xbox Series X/S, Nintendo Switch, PlayStation 4 e PlayStation 5 em 18 de outubro de 2024. Estava disponível em duas edições especiais: a Deluxe Edition, que além do jogo inclui um steelbook exclusivo, crachás, chaveiros e um livro de arte; e a Edição de Colecionador, que inclui tudo na Edição Deluxe, bem como um passe de temporada, estátua, pôster, letreiro de LED, tapete de mouse, caderno, caneta, adesivos e caixa de colecionador. Em dezembro de 2024, uma expansão de conteúdo para download (DLC) com o subtítulo Fresh Meat foi lançada e apresentava um novo enredo, bem como missões.

## Recepção
Teenage Mutant Ninja Turtles: Mutants Unleashed recebeu críticas "mistas ou médias", de acordo com o agregador de críticas Metacritic.
Luke Reily, da IGN, deu ao jogo uma classificação de 5 em 10. Ele elogiou o visual e a dublagem, mas acabou ficando desapontado com a experiência por seus níveis reutilizados, telas de carregamento frequentes e longas, falta de recursos de exploração, controles de câmera ruins, combate superficial e seleção de inimigos escassa. Ele escreveu: "Não é uma porcaria ninja, mas o poder do T.U.R.T.L.E. é limitado".
Jim Norman, da Nintendo Life, também deu ao jogo uma classificação de 5 em 10, destacando o conteúdo secundário, enredo, dublagem, além da duração e do conteúdo como positivos. Semelhante a Reily, porém, ele era indiferente ao jogo por seus níveis reutilizados, telas de carregamento frequentes e longas, quedas na taxa de quadros, bem como travamentos constantes, controles de câmera ruins e falta de talento visual em comparação com Mutant Mayhem.

Neal Ronaghan do Nintendo World Report concedeu ao jogo uma classificação de 6 em 10. Eles elogiaram a escrita e o enredo, a fusão de beat 'em up e jogabilidade de RPG, e sua capacidade de capturar a essência do filme Mutant Mayhem. As críticas foram direcionadas ao combate raso, multiplayer limitado e problemas técnicos no Switch. Eles escreveram: "TMNT Mutants Unleashed tem algumas ideias realmente boas que não se fundem em um ótimo jogo".

## Ligações Externas
- Teenage Mutant Ninja Turtles: Mutants Unleashed (site oficial)
- Teenage Mutant Ninja Turtles: Mutants Unleashed no MobyGames
- Teenage Mutant Ninja Turtles: Mutants Unleashed. no IMDb.